# Colonscopia virtuale
La colonscopia virtuale è una procedura di diagnostica per immagini che utilizza i raggi X e un calcolatore elettronico per produrre immagini tridimensionali del colon (intestino crasso) e del retto, fino all'estremità inferiore dell'intestino tenue, visualizzandole sullo schermo. La procedura è usata per diagnosticare le malattie del colon e intestinali, tra cui polipi, diverticolosi e cancro. La colonscopia virtuale viene eseguita tramite tomografia computerizzata (TC) o mediante risonanza magnetica (MRI).
La procedura è una valida alternativa alla colonscopia tradizionale realizzata grazie all'endoscopia e al clisma opaco, quest'ultimo di pertinenza radiologica.